# Petrus Codde
Petrus Codde (Amsterdam, 27 november 1648 – Utrecht, 18 december 1710) was apostolisch vicaris van de Hollandse Zending (in de rooms-katholieke traditie) van 1688 tot 1702 en aartsbisschop van Utrecht (in de oudkatholieke traditie) van 1695 tot 1705/1710.
Petrus Codde studeerde in Leuven, trad in bij de oratorianen en werd in 1672 tot priester gewijd. In 1688 werd hij benoemd tot apostolisch vicaris en titulair aartsbisschop van Sebastea, hoewel hij verdacht en door de jezuïeten beschuldigd werd van jansenistische sympathieën, waarvoor hij zich in 1694 tegenover Rome moest rechtvaardigen. Na een tweede aanklacht in 1697 ging hij zelf naar Rome, waar zijn verdediging echter niet bevredigde. Dit leidde uiteindelijk tot zijn schorsing in 1702 door paus Clemens XI, en zijn definitieve ontslag uit het ambt twee jaar later. Deze toedracht bracht een tweespalt teweeg onder de geestelijkheid in de Republiek tussen anti-jansenisten en meer gematigden. Deze onenigheid zou uiteindelijk leiden tot het Utrechts schisma en het ontstaan van de Oud-Katholieke Kerk in 1723.